# La Plana

Mapa de la Plana Alta

La Plana es una de las comarcas históricas del Comunidad Valenciana que actualmente se encuentra dividida entre las comarcas de la Plana Alta y la Plana Baja. Formaban parte de la misma los municipios actuales de Almazora, Benicasim, Borriol y Castellón de la Plana (en la Plana Alta) y de Bechí, Onda, Burriana, la Llosa, Moncófar, Nules, Villarreal, Villavieja y Chilches (en la Plana Baja). Esta antigua comarca aparece en el mapa de las comarcas valencianas de Emili Beüt "Comarques naturals del Regne de València" publicado en el año 1934.

## Geografía
Esta unidad se ubicaba entre la Sierra de Oropesa del Mar, el Desierto de las Palmas y la sierra de Borriol por el norte; la serra de las Pedrisses (con los embalses de María Cristina y de Sichar) y con la Sierra de Espadán por el oeste; y también la misma Sierra de Espadán por el sur. La Plana de Castellón se encuentra físicamente interconectada: por el norte con los corredores del Maestrazgo mediante la población de Borriol, también por la estrecha franja de tierra que queda entre la Sierra de Oropesa y la línea de costa; por el sur, la Plana liga con las llanuras litorales de Vall de Uxó y Sagunto situadas entre la Sierra de Espadán y el mar Mediterráneo respectivamente. Por el interior, se encuentran los municipios de Onda y Alcora a los pies de las primeras cordilleras, actuando como puntos de transición entre las montañas ibéricas y la plana del litoral.
La Plana, en realidad, es el gran delta fluvial del río Mijares y de otros riachuelos más pequeños como el Sonella, el rio Seco de Borriol o la Rambla de la Viuda. Los sedimentos aportados han fertilizado este espacio ocupado anteriormente por el mar. En la orilla de la playa, aún se pueden encontrar espacios a mitad camino entre el mundo marino y el mundo terrestre, como la Marjalería de Castellón, el Estany de Nules, o el Clot de la Mare de Déu de Burriana.

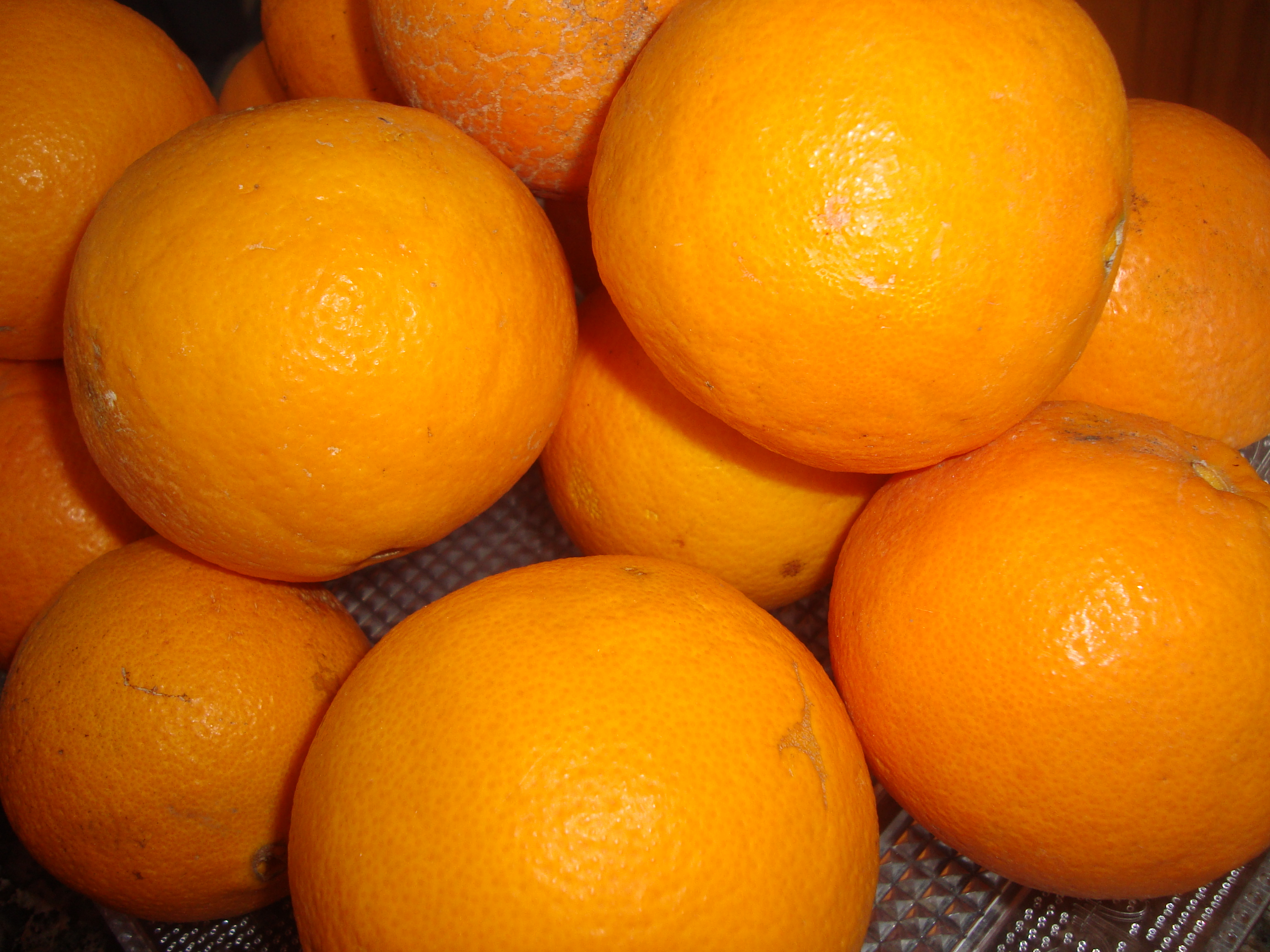
Naranjas de la comarca de la Plana Alta (Castellón

Actualmente, los cítricos ocupan casi todo el espacio agrícola, compartido con la industria de la cerámica y los espacios urbanizados.